# Guayabal Mata del Tigre
Guayabal Mata del Tigre är en ort i Mexiko.   Den ligger i kommunen Tantoyuca och delstaten Veracruz, i den sydöstra delen av landet, 240 km norr om huvudstaden Mexico City. Guayabal Mata del Tigre ligger 136 meter över havet och antalet invånare är 216.
Terrängen runt Guayabal Mata del Tigre är platt. Runt Guayabal Mata del Tigre är det ganska tätbefolkat, med 72 invånare per kvadratkilometer. Närmaste större samhälle är Tantoyuca, 6,3 km söder om Guayabal Mata del Tigre. Trakten runt Guayabal Mata del Tigre består till största delen av jordbruksmark.